# Historie (manga)
Historie (jap. ヒストリエ Hisutorie) – manga autorstwa Hitoshiego Iwaakiego, publikowana na łamach magazynu „Gekkan Afternoon” wydawnictwa Kōdansha od stycznia 2003.

## Fabuła
Akcja rozgrywa się w starożytnej Grecji w połowie IV wieku p.n.e. i jest fikcyjną relacją z życia Eumenesa, osobistego sekretarza i generała Aleksandra Wielkiego. Historia przedstawia jego burzliwe życie, od dzieciństwa po dorosłość. Dorastając w zamożnej rodzinie w Kardii, Eumenes zostaje wrobiony w śmierć swojego przybranego ojca i staje się niewolnikiem. W końcu udaje mu się uciec i przetrwać. Niedługo potem wyrusza w długą podróż, zdobywając sławę i uznanie na polu bitwy dzięki swojej wiedzy, bystrości i strategicznemu geniuszowi.

## Publikacja serii
Pierwszy rozdział mangi został opublikowany 25 stycznia 2003 w magazynie „Gekkan Afternoon”. Następnie wydawnictwo Kōdansha rozpoczęło zbieranie rozdziałów do wydań w formacie tankōbon, których pierwszy tom ukazał się 21 października 2004. W numerze „Gekkan Afternoon” z października 2022 (wydanym 24 sierpnia) Iwaaki ogłosił, że zrobi sobie przerwę, aby pracować nad produkcją tomu 12. Skomentował także: „Muszę zastanowić się, jak upewnić się, że cała historia nieuchronnie zakończy się”.
| Nr | Data wydania (język japoński) | ISBN (język japoński)  |
| -- | ----------------------------- | ---------------------- |
| 1  | 21 października 2004          | ISBN 978-4-06-314358-4 |
| 2  | 21 października 2004          | ISBN 978-4-06-314359-1 |
| 3  | 20 listopada 2005             | ISBN 978-4-06-314395-9 |
| 4  | 23 lipca 2007                 | ISBN 978-4-06-314460-4 |
| 5  | 23 lutego 2009                | ISBN 978-4-06-314549-6 |
| 6  | 21 maja 2010                  | ISBN 978-4-06-310662-6 |
| 7  | 22 listopada 2011             | ISBN 978-4-06-310787-6 |
| 8  | 23 sierpnia 2013              | ISBN 978-4-06-387896-7 |
| 9  | 22 maja 2015                  | ISBN 978-4-06-387913-1 |
| 10 | 23 marca 2017                 | ISBN 978-4-06-388210-0 |
| 11 | 23 lipca 2019                 | ISBN 978-4-06-515648-3 |
| 12 | 21 czerwca 2024               | ISBN 978-4-06-535755-2 |

## Odbiór
Manga była finalistą 10. edycji Nagrody Kulturalnej im. Osamu Tezuki w 2006 roku, a w 2012 roku zdobyła nagrodę główną podczas 16. edycji tego konkursu. Seria zdobyła również nagrodę główną w kategorii manga podczas 14. edycji Japan Media Arts Festival w 2010 roku.
Redakcja dziennika Mainichi Shimbun nazwała wizję przeszłości Eumenesa przedstawioną przez Iwaakiego (która, historycznie rzecz biorąc, w dużej mierze pozostaje tajemnicą) „śmiałą i unikalną”. Krytyk mangi i redaktor Jason Thompson stwierdził, że pod względem rozmachu, ambicji i konspiracji, Historie jest arcydziełem autora.